# Serra de Tossals
Serra de Tossals (en catalan :Serra de Tossals; espagnol : Sierra de Tossals) est un site d'importance communautaire (SIC) situé dans la province de Barcelone, Catalogne, Espagne. Il est situé au municipi de Capolat. mais son extrémité ouest et le point culminant est à la frontière avec la municipalité de Navès de la province de Lleida. Le point culminant est le Tossal de Vilella où sont atteints 1526.6 mètres.
Cette zone a été déclarée Natura 2000 par la Convention de Gouvernement 112/2006 5 septembre a approuvé le réseau Natura 2000 en Catalogne.

## Galerie

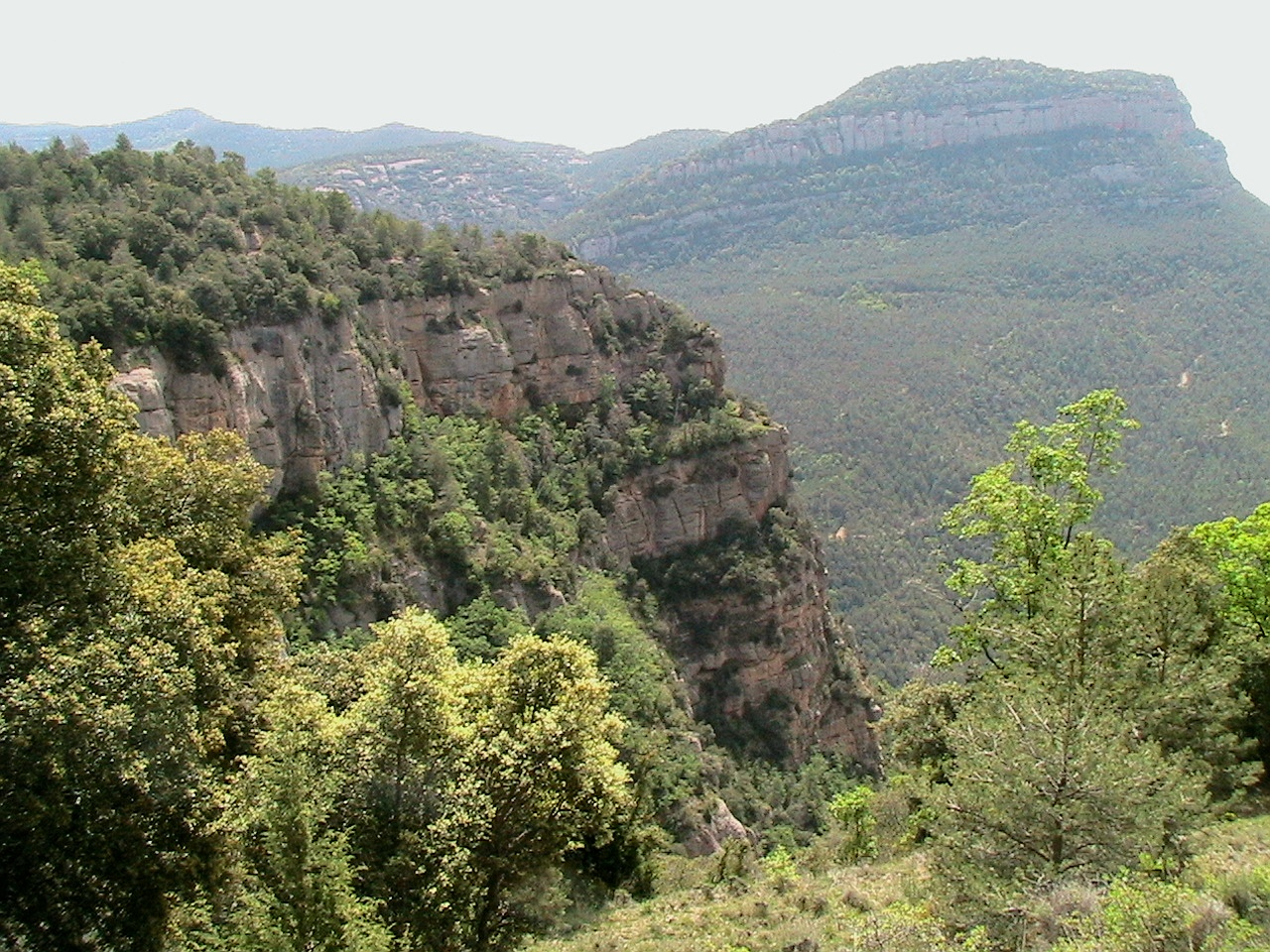
Serra de Tossals (Navès)
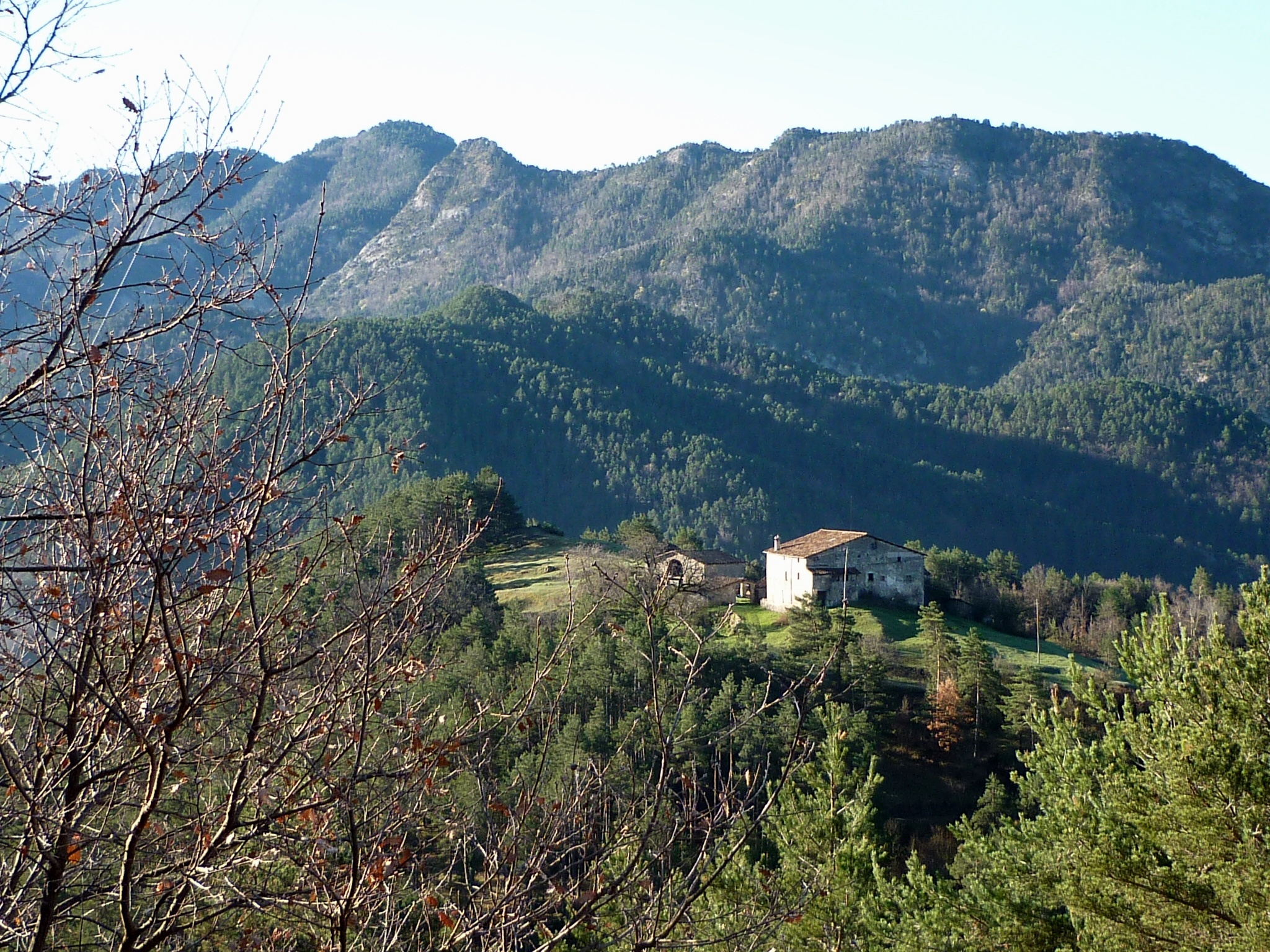
Serra de Tossals
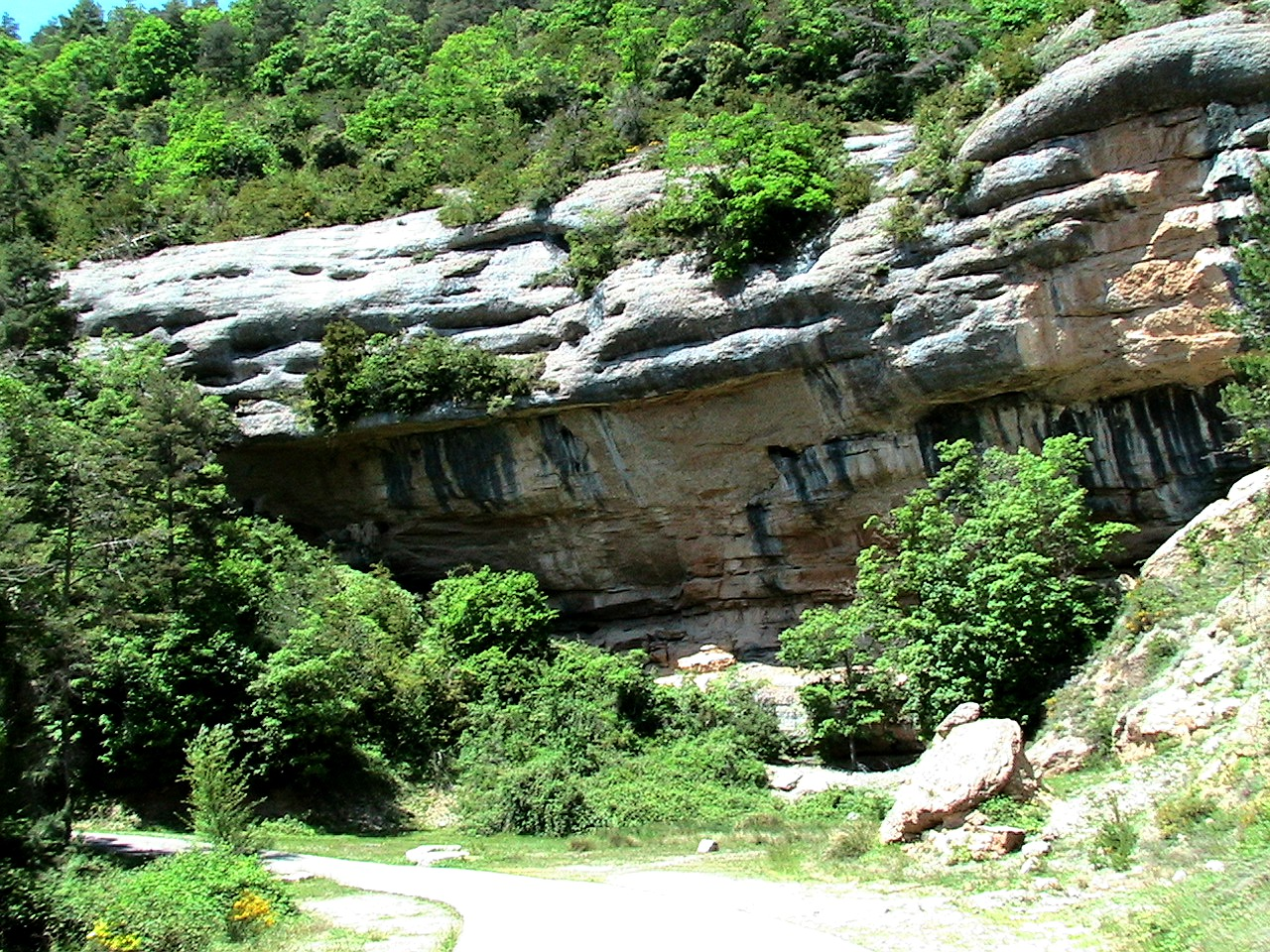
Serra de Tossals